# 작은숲쥐
작은숲쥐(Hylomyscus parvus)는 쥐과에 속하는 설치류의 일종이다. 카메룬과 중앙아프리카공화국, 콩고, 콩고민주공화국, 가봉에서 발견되며, 적도기니에서도 서식하는 것으로 추정된다. 자연 서식지는 아열대 또는 열대 기후 지역의 습윤 저지대 숲이다.